# Cabalia ruspolii
Cabalia ruspolii is een keversoort uit de familie van oliekevers (Meloidae). De wetenschappelijke naam van de soort is voor het eerst geldig gepubliceerd in 1914 door Pic.